# Fremantle Prison

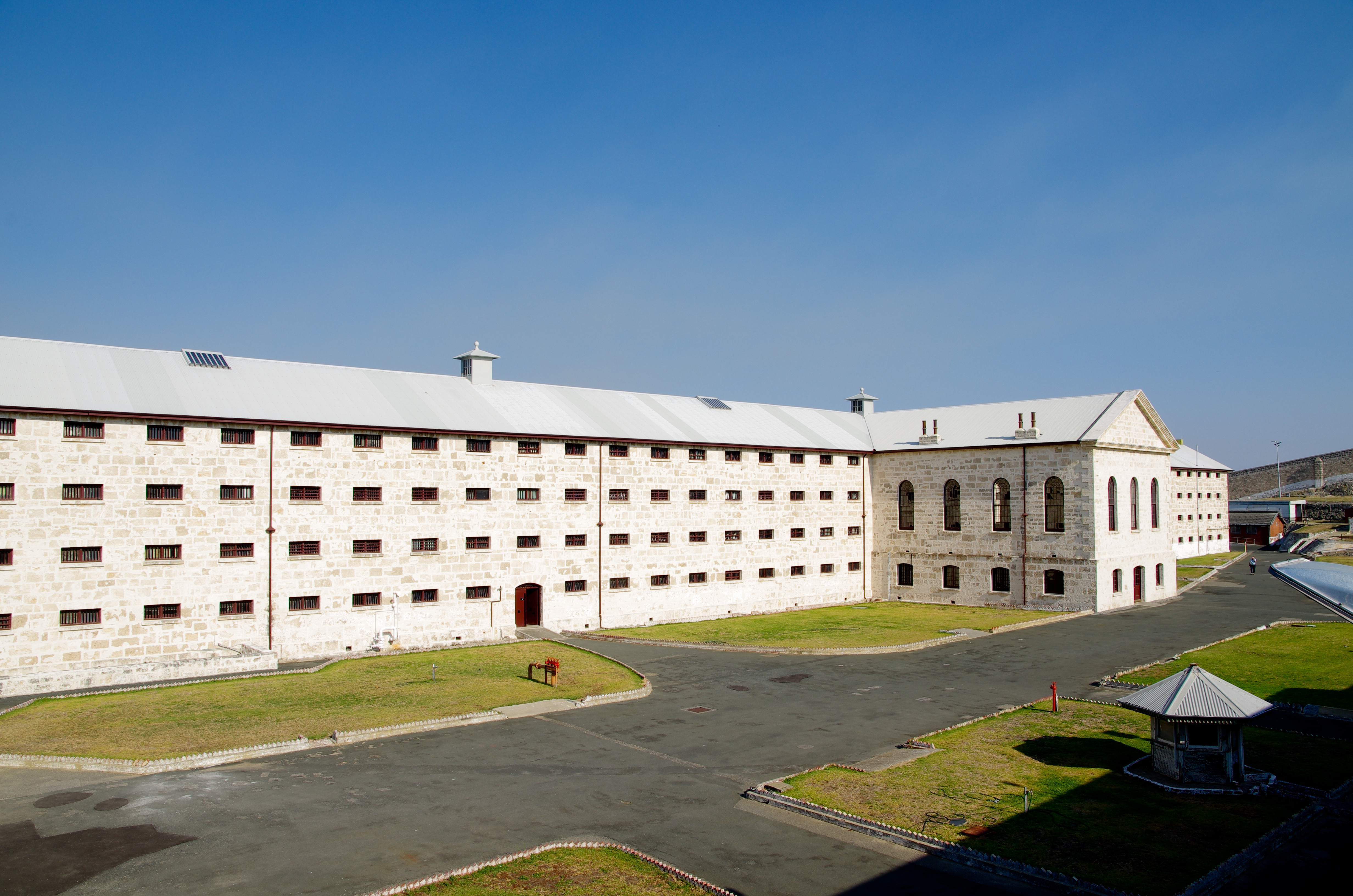
Fremantle Prison

Das Fremantle Prison ist ein ehemaliges Gefängnis in Fremantle. Es ist in der Australian National Heritage List und in der Liste des UNESCO-Weltkulturerbes als eine von elf Australian Convict Sites eingetragen.
Es ist derzeit das einzige UNESCO-Weltkulturerbe in Westaustralien.

## Historie
Es wurde mit Unterbrechungen von 1855 bis 1991 als Gefängnis benutzt, in den letzten Jahren als Hochsicherheitsgefängnis.
Heute wird es ausschließlich für den Tourismus genutzt. Neben Besichtigungen und unterschiedlichen Führungen befindet sich auch eine Jugendherberge im ehemaligen Gefängnis.